# Too Big to Fail (livre)
Pour les articles homonymes, voir Too big to fail (homonymie).
Too Big to Fail est un livre de Andrew Ross Sorkin traitant de la crise bancaire et financière de l'automne 2008 et de la faillite de la banque d'investissement Lehman Brothers du point de vue des dirigeants de Wall Street et des régulateurs. Le livre est publié par Viking Press, le 20 octobre 2009. 
Une adaptation cinématographique est réalisée par HBO en 2011.

## Synopsis
Too Big to Fail décrit, de façon chronologique, la crise bancaire et financière de l'automne 2008 et la création du Plan Paulson. Le récit est basé sur les témoignages des leaders du secteur financier de l'époque ainsi que des membres du gouvernement chargés de sa régulation.

## Réception
Le livre est positivement reçu par la presse spécialisée à sa sortie.
En 2010, le livre obtient le Gerald Loeb Award (en)[réf. nécessaire].

### Postérité
Une adaptation au cinéma est réalisée par HBO en 2011, sous le nom Too Big to Fail : Débâcle à Wall Street,.